# El Dorado (Venezuela)
Pour les articles homonymes, voir El Dorado.
El Dorado est la capitale de la paroisse civile de Dalla Costa de la municipalité de Sifontes de l'État de Bolívar au Venezuela.